# Kitaakita
Kitaakita (北秋田市) é uma cidade japonesa localizada na província de Akita.
Em 2005 a cidade tinha uma população estimada em 40 789 habitantes e uma densidade populacional de 35,39 h/km². Tem uma área total de 1152,57 km².
A cidade foi criada en 22 de Março de 2005 em resultado da fusão de Aikawa, Ani, Moriyoshi e Takanosu (vilas pertencentes ao distrito de Kitaakita).